# Trąby (herb szlachecki)
Trąby – polski herb szlachecki, noszący zawołania Brzezina i Trąba. Wzmiankowany w najstarszym zachowanym do dziś polskim herbarzu, Insignia seu clenodia Regis et Regni Poloniae, spisanym przez historyka Jana Długosza w latach 1464–1480. Trąby jest jednym z 47 herbów adoptowanych przez bojarów litewskich na mocy unii horodelskiej z 1413 roku.
Herb występował głównie wśród rodzin osiadłych w ziemi krakowskiej, łęczyckiej, przemyskiej i na Rusi. Spośród najbardziej znanych rodów pieczętujących się herbem Trąby, należy wymienić Radziwiłłów i Rozwadowskich.
Trąby używał też Jan Władysław Rozwadowski.

## Opis herbu

### Opis historyczny

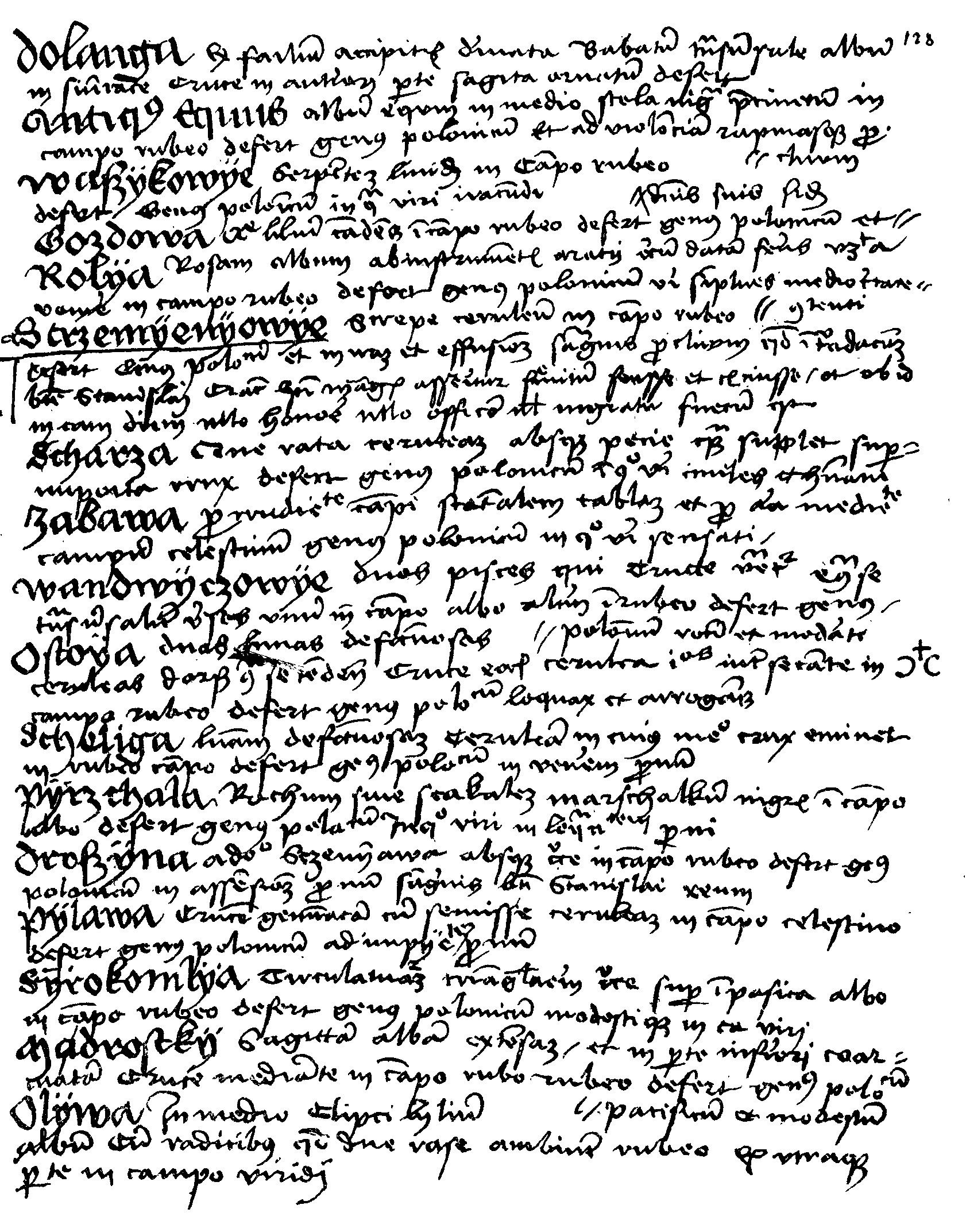
Jedna ze stron manuskryptów Jana Długosza, zawierająca opisy polskich herbów

Jan Długosz (1415–1480) blazonuje herb i opisuje herbownych następująco:

Trambi, tres tubas nigras transuersaliter sibi iunctas defert. Genus Polonicum simulationis ignarum.

Po przetłumaczeniu:

Trąby, nosi trzy czarne trąbki poprzecznie połączone razem. Ród polski nieświadomy hipokryzji.

Kasper Niesiecki, podając się na dzieła historyczne Marcina Bielskiego, Bartosza Paprockiego i Szymona Okolskiego, opisuje herb:

Trąby trzy czarne myśliwe, oprawne w cztery strefy, każda z nich złota, w polu białym; każda z nawiązaniem złotem, wszystkie trzy końcami cieńszymi, jakby się w jedno centrum schodziły, na hełmie jedni kładą dwie trąby myśliwe zakrzywione do góry, z korony stojące, z których jedna lewa czarna, druga prawa złota; inni zaś pięć piór strusich (...).

### Opis współczesny
Opis skonstruowany współcześnie brzmi następująco:
Na tarczy w polu srebrnym trzy trąby czarne o okuciach złotych, połączone ustnikami.
W klejnocie pięć piór strusich.
Labry herbowe czarne, podbite srebrem.

## Geneza

Herb Taurogów, jednej z siedzib Radziwiłłów

### Najwcześniejsze wzmianki
Najstarsza pieczęć z 1385 - Wojciecha z Sącienna, najstarsza zapiska sądowa z 1388.
Herb został przedstawiony wśród innych polskich herbów w Herbarzu Złotego Runa z lat 1433-1435.
Najwcześniejsze lokalne źródło heraldyczne wymieniające ten herb to wspomniane już wcześniej Insignia seu clenodia Regis et Regni Poloniae, datowane na lata 1464–1480. Autorem tego dzieła jest polski historyk, Jan Długosz.
Aktem unii horodelskiej w 1413 r. herb Trąby został przeniesiony na Litwę (przyjął bojar Krystyn Ościk z Kiernowa adoptowany przez arcybiskupa gnieźnieńskiego Mikołaja Trąbę). Pieczęć przywieszona pod aktem przez arcybiskupa nie zawierała jednak herbu Trąby, ale na tarczy herbowej wyraźny wizerunek głowy ludzkiej (przez Piekosińskiego herb ten sklasyfikowany został jako herb Mora; nie napisał on jednak że należał on do arcybiskupa).

## Herbowni

### Lista Tadeusza Gajla
Lista herbownych w artykule sporządzona została na podstawie wiarygodnych źródeł, zwłaszcza klasycznych i współczesnych herbarzy. Należy jednak zwrócić uwagę na częste zjawisko przypisywania rodom szlacheckim niewłaściwych herbów, szczególnie nasilone w czasie legitymacji szlachectwa przed zaborczymi heroldiami, co zostało następnie utrwalone w wydawanych kolejno herbarzach. Identyczność nazwiska nie musi oznaczać przynależności do danego rodu herbowego. Przynależność taką mogą bezspornie ustalić wyłącznie badania genealogiczne.
Pełna lista herbownych nie jest dziś możliwa do odtworzenia, także ze względu na zniszczenie i zaginięcie wielu akt i dokumentów w czasie II wojny światowej (m.in. w czasie powstania warszawskiego w 1944 spłonęło ponad 90% zasobu Archiwum Głównego w Warszawie, gdzie przechowywana była większość dokumentów staropolskich). Lista nazwisk znajdująca się w artykule pochodzi z Herbarza polskiego, Tadeusza Gajla (337 nazwisk). Występowanie na liście nazwiska nie musi oznaczać, że konkretna rodzina pieczętowała się herbem Trąby. Często te same nazwiska są własnością wielu rodzin reprezentujących wszystkie stany dawnej Rzeczypospolitej, tj. chłopów, mieszczan, szlachtę. Jest to jednakże dotychczas najpełniejsza lista herbownych, uzupełniana ciągle przez autora przy kolejnych wydaniach Herbarza. Tadeusz Gajl wymienia następujące nazwiska uprawnionych do używania herbu Trąby:
|  | Amfor, Amforowicz, Anforowicz. Baraniecki, Bendziński, Będziński, Bilman, Birżański, Błeszyński, Błędowski, Bolesławski, Brzezieński, Brzeziński. Chaszajdarowicz, Chaszajewicz, Chleb, Chłopski, Chodzieński, Chwalczewski, Chwaleczewski, Chwaliszewski, Ciarnowski, Ciążyński, Ciborowski, Ciecicza, Cielica, Cieszeyko, Ciszkiewicz, Czarnowski, Czaszawski, Czaszyński, Czaśnicki. Dadziwiłłowicz, Dadziwiłowicz, Dawidowicz, Dewicz, Dobek, Dobiński, Dobkiewicz, Dogel, Dogiel, Doliński, Dołuski, Dołuszycki, Dowgielt, Dowgiełt, Dowiakowski, Drombiński, Dumiński, Dusiacki, Dusiatski, Dusiątski, Dyaczkowski, Dzieczkowski, Dziewałtowski, Dzimitrowicz. Falczewski. Gabszewicz, Gaściewicz, Gaścilewicz, Gekowicz, Gintowicz, Gintowt, Gintowt-Dziewałtowski, Gnoiński, Gorski, Gorzkowski, Goszkowski, Gościewicz, Greczyna-Kierdej, Grobicki, Gruzdź, Gryczyn, Grydzewicz. Hasiewicz, Hawryłło, Hleb, Horoch, Hościewicz, Hreczycha, Hreczyna-Kierdej, Hryczyn, Hryczyna, Hrydzewicz, Hrydziewicz. Irzykowicz, Iskrzycki, Iwankiewicz, Iwaszkiewicz, Iwaszkowicz. Jaksiński, Jałdybusz, Janakowski, Jardanowski, Jaskold, Jaskołd, Jaszkiewicz, Jaszkowicz, Jawoysz, Jonakowski, Jordan, Jordanowski, Juchnowicz, Jurhiewicz, Juriewicz, Jurjewicz. Kalina, Kalino, Karaszewicz, Karaś, Kielkiewicz, Kiełkiewicz, Kierdej, Kierklewski, Kirklewski, Kiryk, Klepacki, Klichnowski, Klichowski, Klimczycki, Kolecki, Koleński, Kolęcki, Koliński, Kołakowski, Kołek, Komajewski, Konkowski, Kosmowski, Kosowski, Koszajewski, Kowienicki, Kowinicki, Kowiński, Kownacki, Kownicki, Kowzan, Krakowka, Krakowko, Kramkowski, Krassuski, Krąkowski, Kronkowski, Krzykawski, Kumajewski, Kumanowski, Kumorowski, Kuryłowski. Leonowicz, Lewkowski, Lewonowicz, Lutowieński. Łąkorski, Łętowieński, Łoski, Łuczycki. Małecki, Mażejko, Meer, Mejer, Meyer, Michniewski, Michniowski, Michnowski, Mickiewicz, Miekicki, Mielakowski, Miełakowski, Miękicki, Miękiski, Mikołajewicz, Milczycki, Milecki, Milęcki, Miłakowski, Mleczko, Możejko. Narbut, Narbutowicz, Narbutt, Naskreniecki, Niewier, Niewodziński. Ocicki, Oczycki, Odyniec, Ordyniec, Osiemborowski, Osowicki, Ossowicki, Ostaniewicz, Ostaszkiewicz, Ostrejko, Ostyk, Ostykowicz, Oszczowski, Oszmieniec, Ościk, Ościkowicz, Ościkowski, Ośmiałowski, Ośniałowski, Ośniatkowski, Otffinowski, Otfinowski, Oticz, Otwinowski. Pakoszewski, Pakoszowski, Pankiewicz, Pankowicz, Paszkiewicz, Petrusiewicz, Petruszewicz, Piecek, Pieckiewicz, Piećkiewicz, Piećko, Piekiewicz, Pieńkowski, Pietkiewicz, Pietrusewicz, Piętkiewicz, Piwka, Piwko, Piwnicki, Płowiański, Płowieński, Płowiński, Ponkiewicz, Pszonka. Radziwiłł, Radziwiłłowicz, Radziwiłowicz, Rakiewicz, Rodowicz, Roguski, Rokosz, Romaszkiewicz, Rozwadowski, Rozwodowski, Rusanowski, Rusianowski, Rusinowski, Russagowski, Russanowski, Rykaczewski, Rzeczkowski. Sadkowski, Sak-Pietkiewicz, Sawaniewicz, Serewicz, Sierewicz, Sierski, Siesicki, Sirewicz, Siwicki, Skrycki, Skulski, Sobocki, Sokoł, Sośnicki, Stanczykiewicz, Stanilewicz, Stanilewski, Stanisławowicz, Stańczyk, Stańczykiewicz, Stecher, Stojewski, Stojowski, Strzałka, Syrewicz, Syruć, Szalowski, Szczastny. Światorzęcki, Świątorzecki, Świerczowski, Świerszowski, Świętochowski, Świętorzecki, Świętoszecki, Świrszczewski, Świrszczowski. Tchorak, Tokaczewski, Tokar, Tokara, Tokarski, Tokarzewski, Trabsza, Trąba, Tromba, Trumbowicz, Truszowski. Wachill, Wagłów, Walawski, Wartecki, Warzycki, Wieniarski, Wierszul, Wierszuł, Wierszułk, Wierzejski, Wiesicki, Wiktorynowicz, Wilam, Winarski, Wincza, Winiarski, Wińcza, Włoczewski, Wnorowski, Wojna, Wojna-Jasieniecki, Wojniesz, Wojniusz, Wojno, Wojnowicz, Wolda, Wołk, Woyna, Woyno, Wrzescz, Wrzeszcz, Wyczołkowski, Wylam. Zbrawski, Zwiachelski, Zwiacholski. Żagiel, Żagielewicz, Żebrawski, Żórawski, Żuk. Tadeusz Gajl, Herbarz Polski |

### Pozostałe nazwiska
Jury Łyczkowski, na swojej stronie dotyczącej heraldyki, wspomina również o nazwiskach; Dobkowski, Giekowicz, Trubin, Wincz . Wójcik - w 1418 Piotr Wójcik, syn Mikołaja Wójcika, zmarłego burmistrza łęczyckiego, dowiódł swego szlachectwa z herbu Trąby. Aleksander Czołowski wspomina również o nazwisku Skop tegoż herbu. 

## Występowanie w heraldyce terytorialnej
Herb Trąby rodziny Jordanów został przyjęty przez miejscowości Dukla i Zakliczyn. Nawiązuje do niego również herb Jordanowa, a także gmin Siepraw, Lubień i Tokarnia. Trąby są jednym z elementów herbów Sławatycz i Węgrowa, które długo były miastami prywatnymi Radziwiłłów. Również herb gminy Nieborów zawiera Trąby z herbu ostatnich właścicieli dóbr nieborowskich. Herb gminy Przygodzice zawiera herb Trąby Radziwiłłów oraz Wieniawę Gołuchowskich i Leszczyńskich.

## Odmiany
| Odmiany herbu Trąby | Odmiany arystokratyczne herbu Trąby |  |

## Galeria

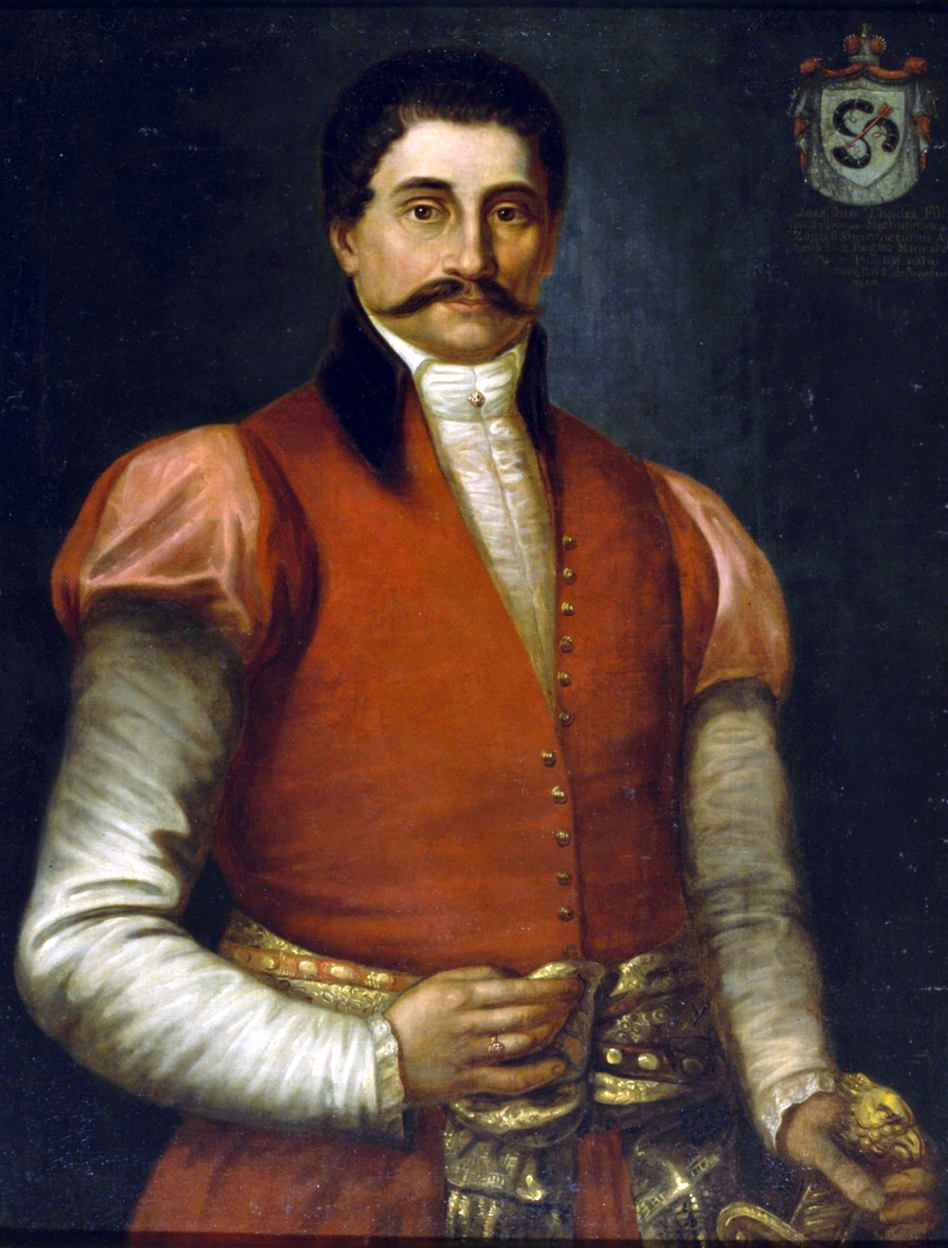
Obraz przedstawiający Józefa Żagla z odmianą herbu Trąby
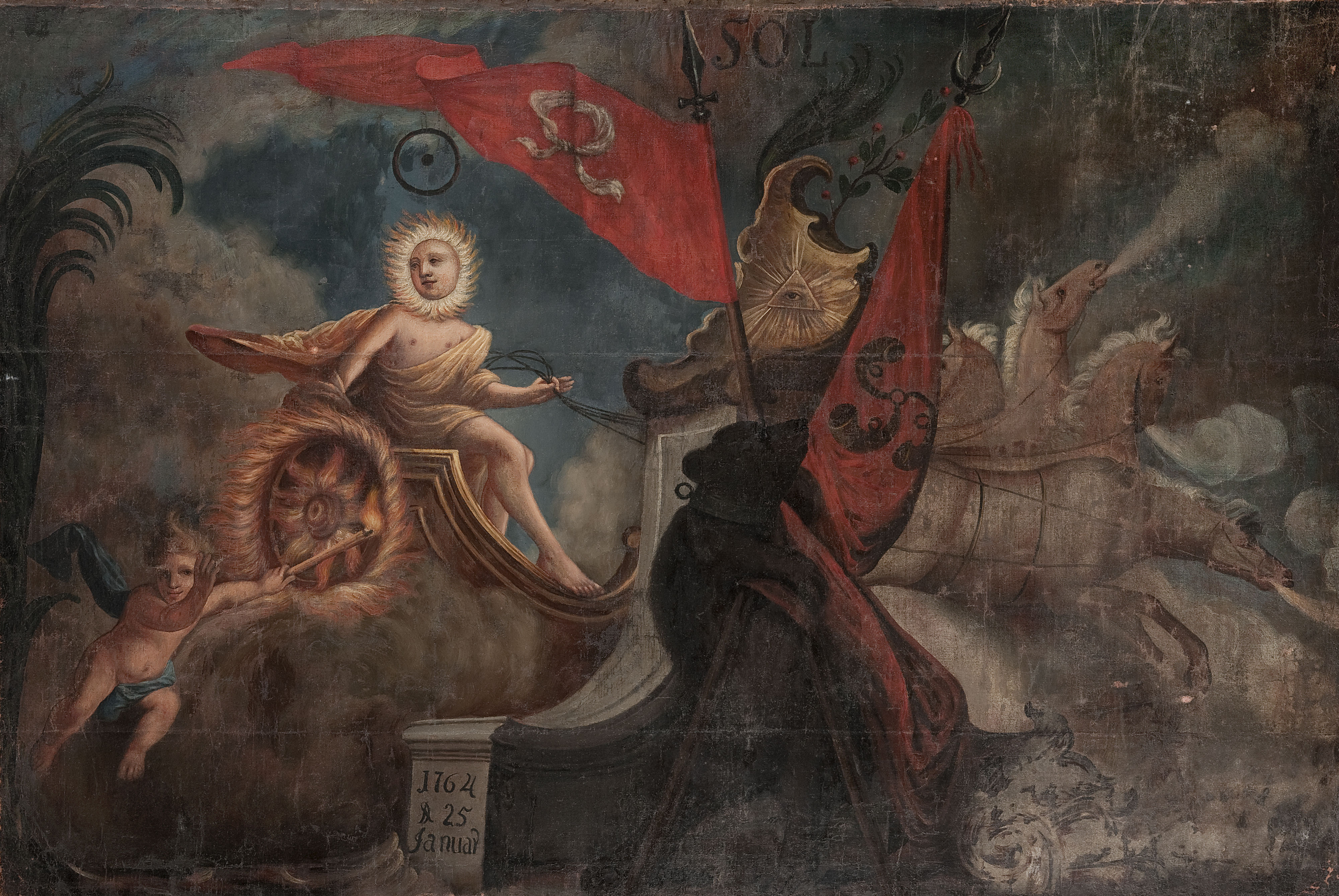
Herb Trąby na obrazie Helios na rydwanie, nieznanego autorstwa
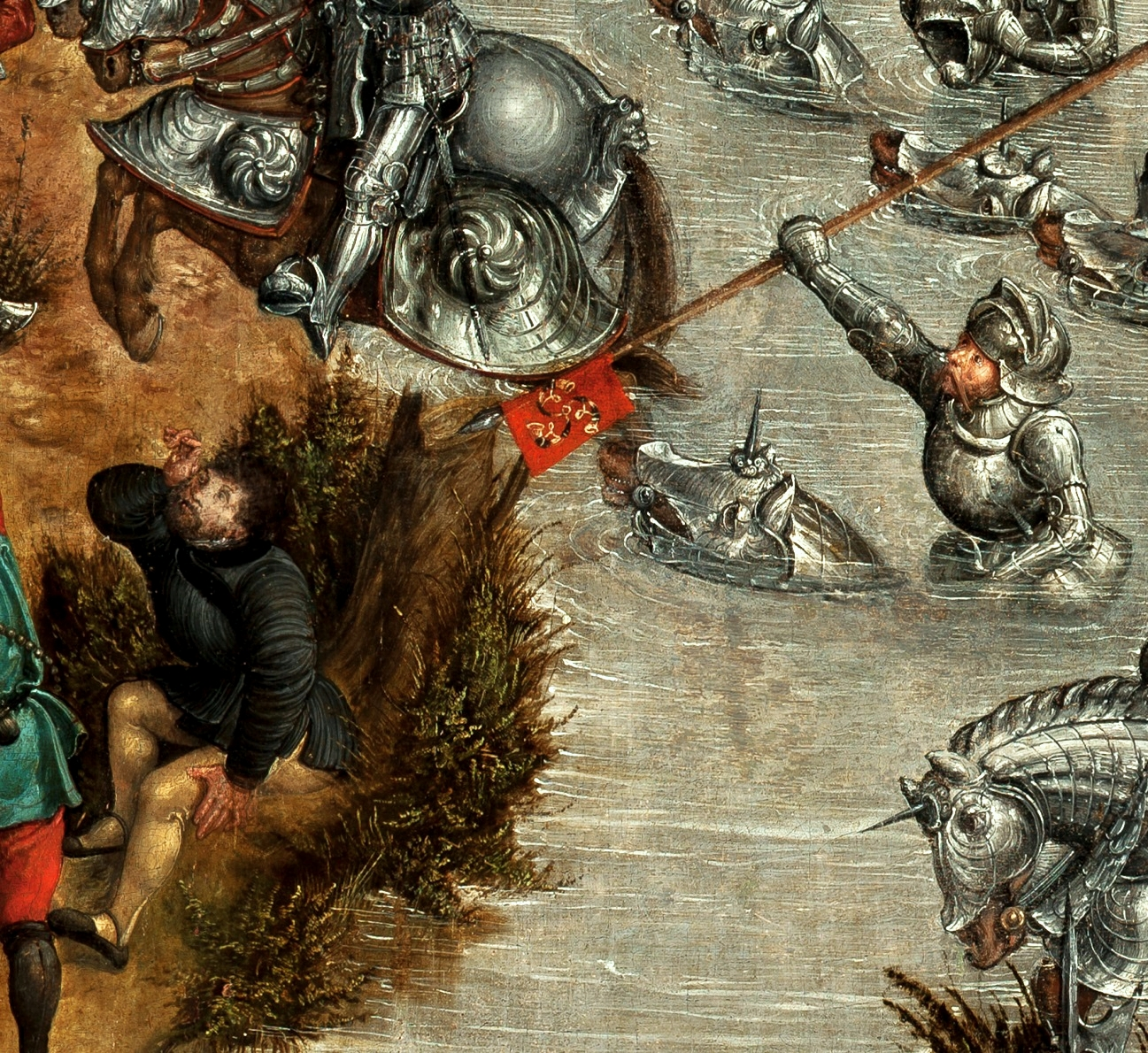
Trąby na obrazie Bitwa pod Orszą 8 września 1514, autorstwa Hansa Krella
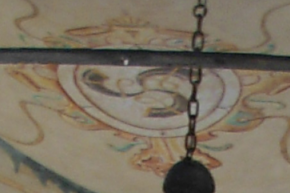
Fresk herbu Trąby na Zamku w Baranowie Sandomierskim
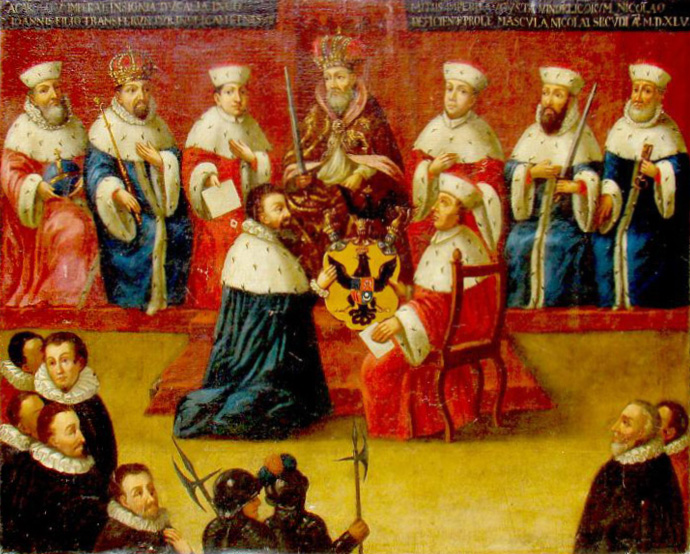
Obraz przedstawiający Mikołaja Radziwiłła zwanego Czarnym, otrzymującego książęcą odmianę herbu Trąby
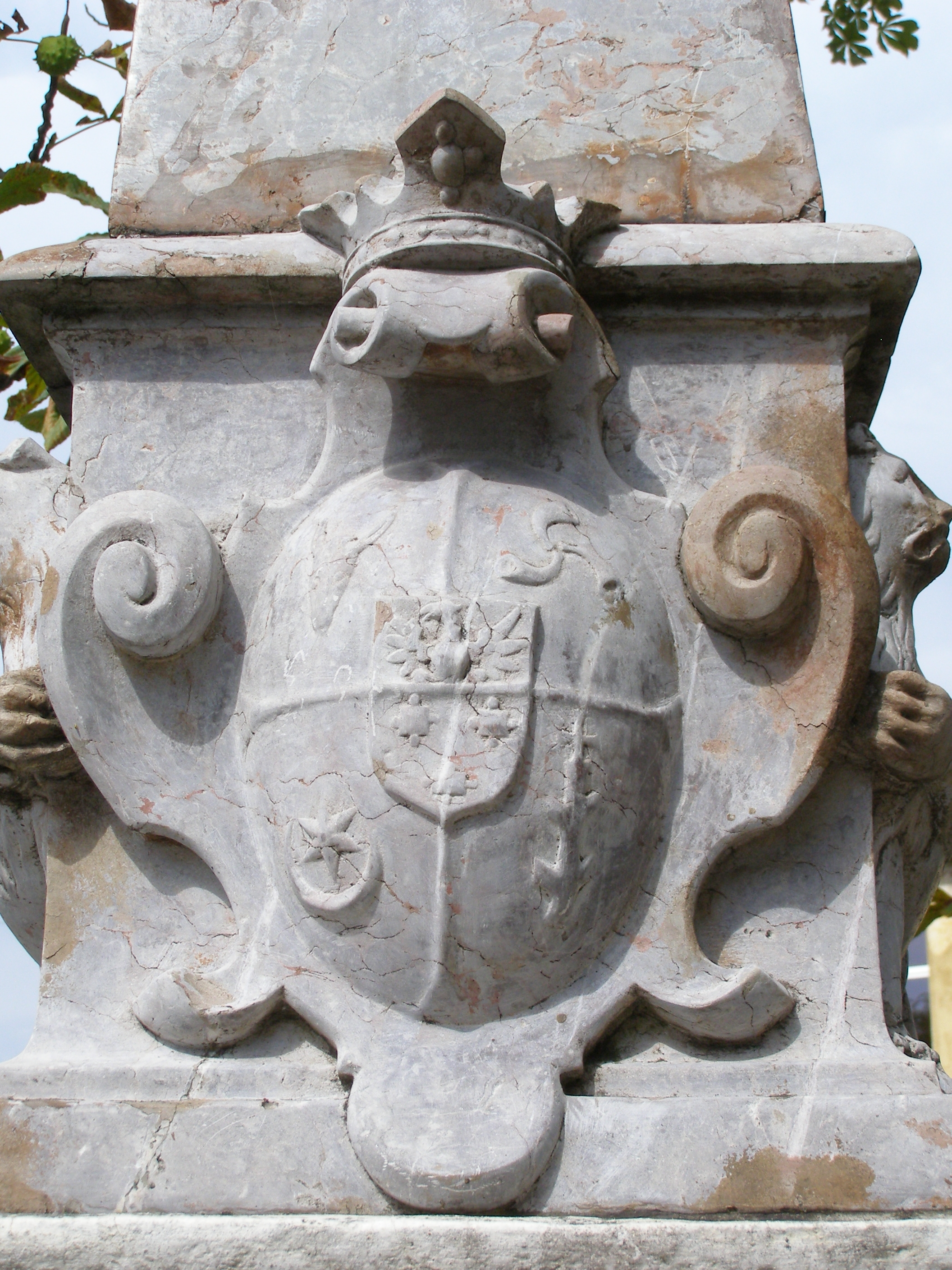
Kartusz herbowy zawierający herb Trąby w Dąbrowie Tarnowskiej
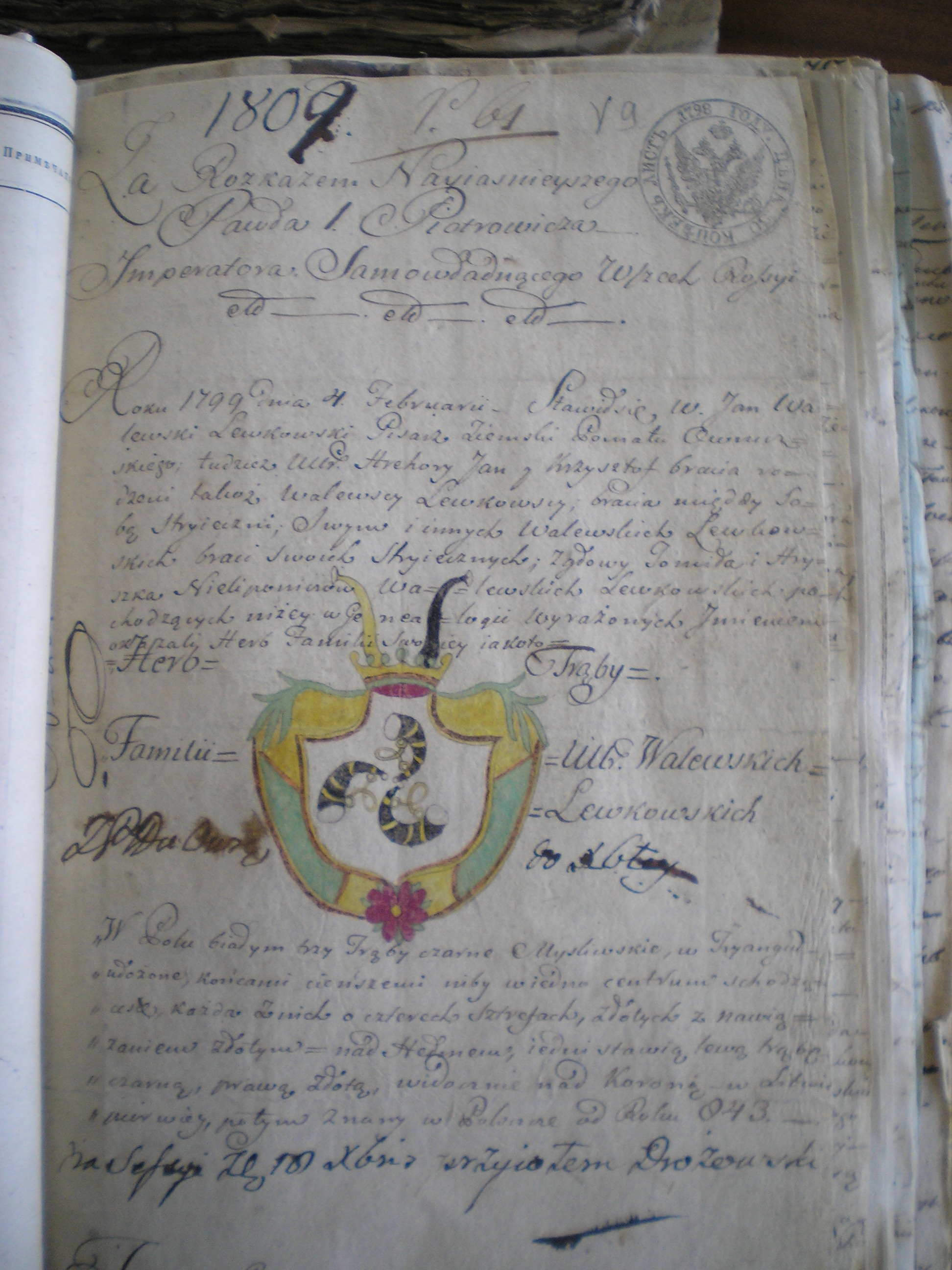
Herb Trąby w Szlacheckiej Sprawie Lewkowskich
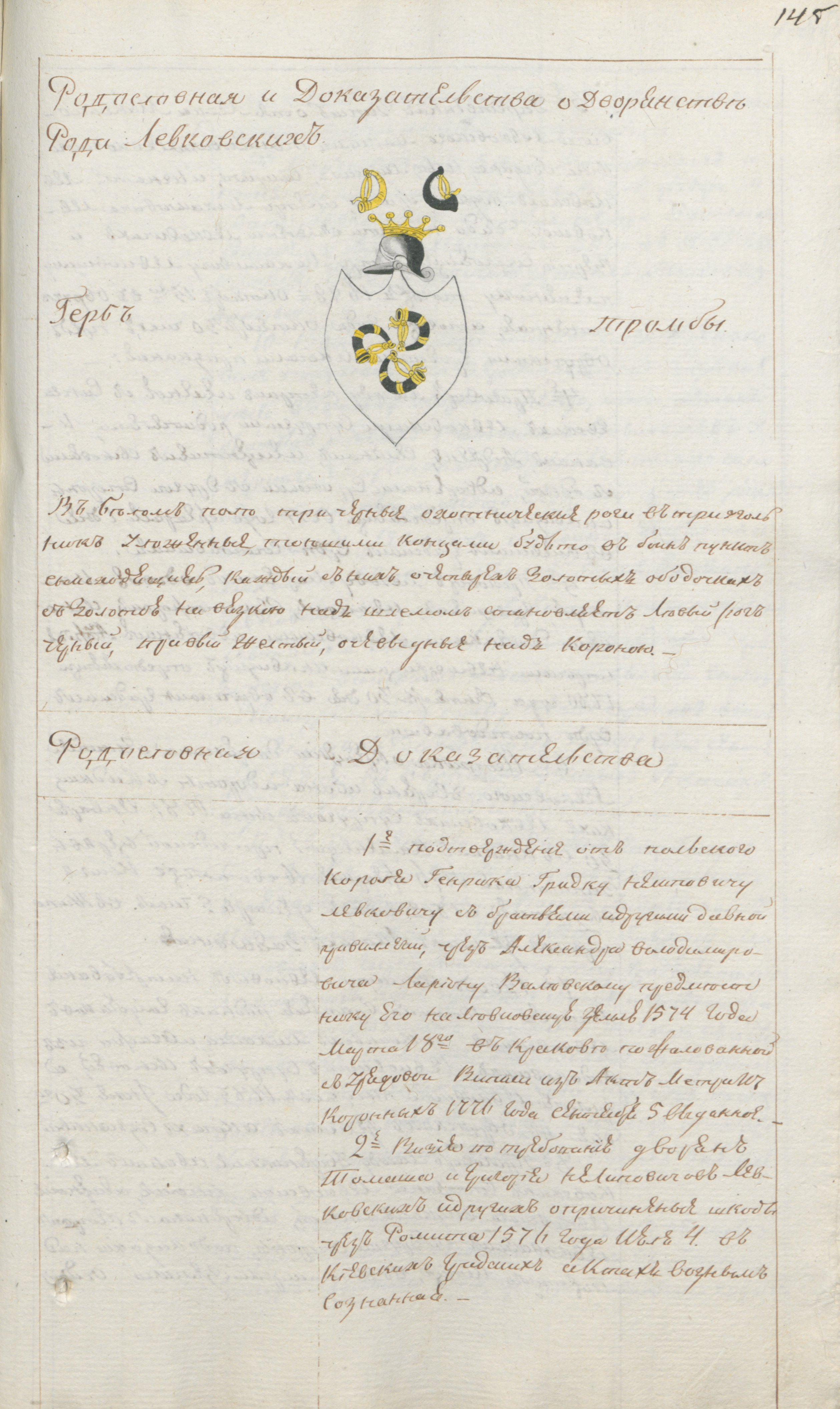
Trąby w księdze genealogicznej szlachty guberni wołyńskiej